# Oeneis dzhudzhuri
Oeneis dzhudzhuri is een vlinder uit de onderfamilie Satyrinae van de familie Nymphalidae. De wetenschappelijke naam van de soort is voor het eerst geldig gepubliceerd in 1929 door Leo Andrejewitsch Sheljuzhko.